# Coenraad Jacob Temminck
Aquest autor és citat en taxonomia animal amb el nom «Temminck».
Coenraad Jacob Temminck (31 de març del 1778 a Amsterdam - 30 de gener del 1858 a Lisse) fou un aristòcrata i zoòleg neerlandès.
Temminck fou el primer director del Museu Nacional d'Història Natural a Leiden des del 1820 fins a la seva mort. El seu Manuel d'ornithologie, ou Tableau systematique des oiseaux qui se trouvent en Europe (1815) fou l'obra de referència sobre les aus europees durant molts anys. Heretà una gran col·lecció d'exemplers d'aus del seu pare, que era tresorer de la Companyia Holandesa de les Índies Orientals.
Temminck també fou l'autor de Histoire naturelle générale des Pigeons et des Gallinacées (1813-1817), Nouveau Recueil de Planches coloriées d'Oiseaux (1820-1839), i contribuí a les seccions sobre mamífers de la Fauna japonica de Philipp Franz von Siebold Fauna japonica (1844-1850).